# Satoshi Hida
Satoshi Hida (japanisch 飛弾 暁 Hida Satoshi; * 18. April 1984 in der Präfektur Mie) ist ein ehemaliger japanischer Fußballspieler.

## Karriere
Hida erlernte das Fußballspielen in der Schulmannschaft der Yokkaichi Chuo Technical High School. Seinen ersten Vertrag unterschrieb er 2003 bei den Kawasaki Frontale. Der Verein spielte in der zweithöchsten Liga des Landes, der J2 League. 2004 wurde er mit dem Verein Meister der J2 League und stieg in die J1 League auf. 2006 wurde er mit dem Verein Vizemeister der J1 League. Für den Verein absolvierte er 14 Erstligaspiele. 2008 wechselte er zum Zweitligisten Vegalta Sendai. Danach spielte er bei den Albirex Niigata (Singapur), Zweigen Kanazawa und Veertien Kuwana. Ende 2014 beendete er seine Karriere als Fußballspieler.

## Erfolge
Kawasaki Frontale
- J1 League

Vizemeister: 2006
- J.League Cup

Finalist: 2007